# Eurosfera

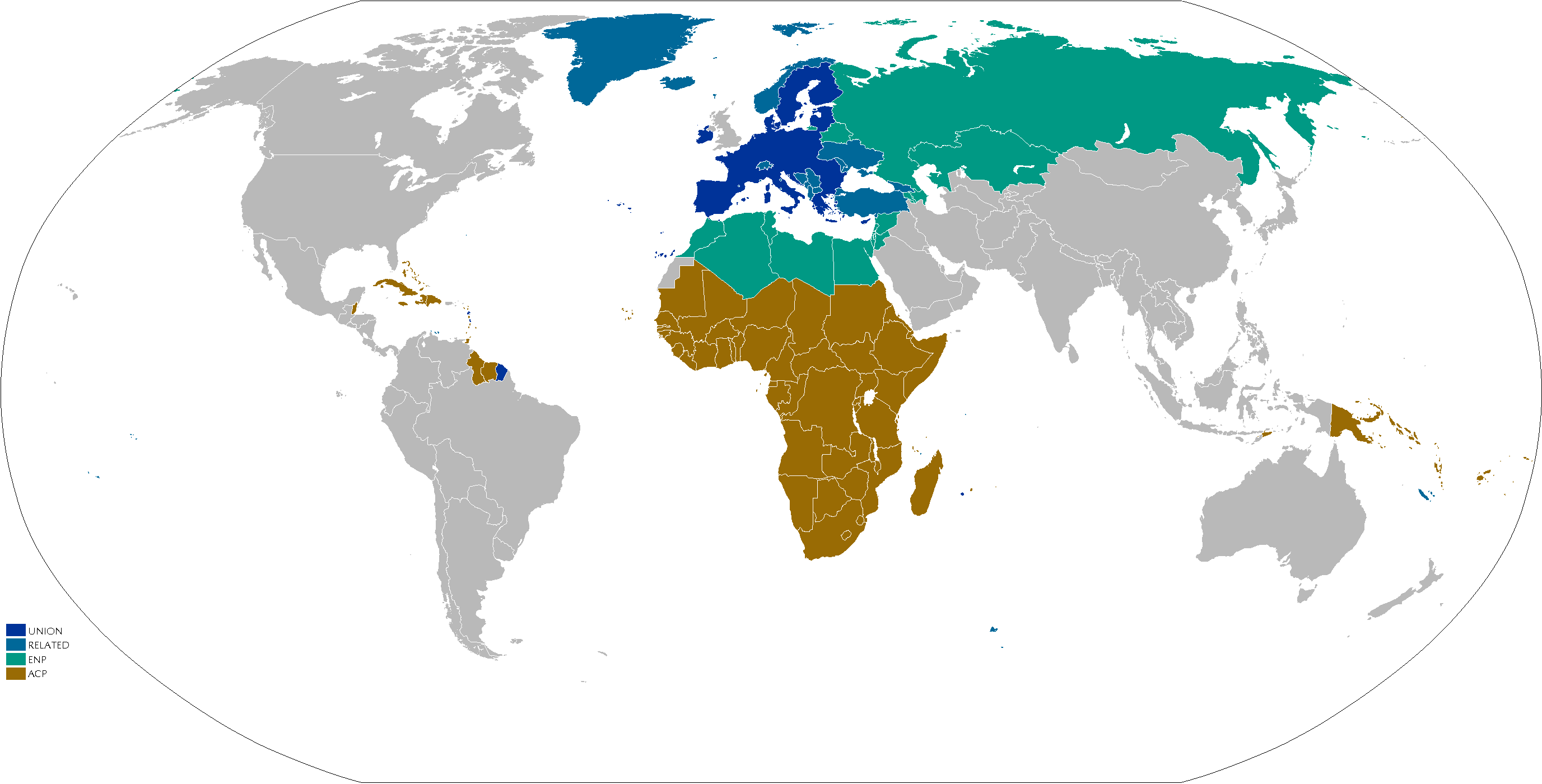
Granatowy: Unia Europejska
Morski: Kraje powiązane (kraje EFTA + potencjalni i uznani kandydaci)
Turkusowy: Europejska Polityka Sąsiedztwa
Brązowy: Kraje AKP

Eurosfera lub Imperium Europejskie – koncepcja związana z dyrektorem Europejskiej Rady Spraw Zagranicznych Markiem Leonardem, profesorem Studiów Europejskich na Uniwersytecie w Oksfordzie Janem Zielonką, brytyjskim dyplomatą Robertem Cooperem i byłym przewodniczącym Komisji Europejskiej José Manuel Barroso.
Od 1952 do 2013 Unia Europejska rozszerzyła się ze wspólnoty 6 państw założycieli do grupy 28 państw członkowskich, dodatkowo 7 krajów kandydujących czeka na przystąpienie. Szereg krajów Europy zachodniej jest zintegrowanych gospodarczo, jako część jednolitego rynku Unii lub wykorzystując swoją wspólną walutę – euro. Poprzez swojego przedstawiciela do spraw zagranicznych i polityki bezpieczeństwa, który reprezentuje UE na arenie międzynarodowej, Unia ustanowiła stowarzyszenia i umowy o wolnym handlu z dużą liczbą państw. Ponadto dzięki takim formom współpracy jak Europejska Polityka Sąsiedztwa czy Unia na rzecz Regionu Morza Śródziemnego, UE tworzy ściślejsze więzi z krajami na jej granicach i rozwija relacje z dawnymi koloniami europejskimi i krajami AKP.
Kraje ubiegające się o członkostwo w UE przechodzą wiele reform, czego przykładem jest zniesienie kary śmierci w Turcji. Wzrastające oddziaływanie Unii na politykę innych państw i przyciąganie nowych członków było przedmiotem wielu pism akademickich. Mark Leonard opisuje obszar wpływów UE jako „Eurosferę”.

## Kraje w Eurosferze
Według Marka Leonarda, w jego publikacji z roku 2006, w skład Eurosfery wchodzi 109 krajów. W Europie obejmuje to państwa członkowskie UE, kraje ubiegające się o członkostwo, które chcą przystąpić do UE, kraje Bałkanów Zachodnich i kraje Europejskiej Wspólnoty Niepodległych Państw (w tym Armenia, Białoruś, Gruzja, Mołdawia, Ukraina i międzykontynentalny Kazachstan). Mark Leonard w swojej publikacji nie wspomina o krajach, takich jak Norwegia, które już są zintegrowane z jednolitym rynkiem UE. Poza Europą wymienia wszystkie kraje afrykańskie, jak również wszystkie kraje Bliskiego Wschodu i Azji Środkowej, a także kraje tworzące wschodnią granicę Eurosfery, takie jak Iran, Azerbejdżan i Rosja.
Inne kraje, o których można powiedzieć, że znajdują się w Eurosferze, to kraje należące do Europejskiego Obszaru Gospodarczego, takie jak Islandia i Liechtenstein, państwa używające euro jako swojej waluty, takie jak San Marino i Monako, lub terytoria zamorskie Unii, takie jak Aruba, Bermudy lub Grenlandia, a także najbardziej oddalone regiony UE na Karaibach, południowym Pacyfiku, Atlantyku i Oceanie Południowym, takie jak Saint Martin, Martynika lub Reunion. Wszystkie wymienione grupy mają dziś silne powiązania gospodarcze i polityczne z UE.

## Cytaty
Postmodernistyczna, europejska odpowiedź na zagrożenia polega na rozszerzeniu systemu spółdzielczego imperium coraz szerzej. „Nie mam innej możliwości obrony moich granic, poza rozszerzaniem ich” – powiedziała Katarzyna Wielka – a Unia Europejska czasami wydaje się mówić to samo.

Ale kolejna fala transformacji europejskiej dopiero się zaczyna. Unia Europejska zaczyna rozwijać ogromną sferę wpływów, rozciągającą się poza jej granice, którą można nazwać „Eurosferą”. Ten pas osiemdziesięciu krajów, obejmujący kraje byłego Związku Radzieckiego, Bałkanów Zachodnich, Bliskiego Wschodu, Afryki Północnej i Afryki Subsaharyjskiej, stanowi 20 procent ludności świata.

To, co mamy, jest pierwszym imperium nie-imperialnym ... Mamy dwadzieścia siedem krajów, które postanowiły współpracować i połączyć swoją suwerenność. Uważam, że to świetna konstrukcja i powinniśmy być z niej dumni.